# Paciente (película)
Paciente es una película documental colombiana de 2016 dirigida por Jorge Caballero Ramos. Fue exhibida en importantes eventos a nivel nacional e internacional, como la Competencia oficial de largometrajes en Ámsterdam, el Festival Internacional de Cine de Cartagena de Indias, el Festival Internacional de Cine de Barranquilla y el Festival Cinélatino Rencontres de Toulouse, entre otros. Jorge Caballero fue elegido como el mejor director de un documental en el Festival de Cine de Cartagena y recibió el mismo galardón en el Festival de Cine de Málaga.

## Sinopsis
La palabra "paciente" hace referencia a la persona que debe esperar pacientemente indicaciones médicas. El defectuoso sistema de salud en Colombia obliga a sus pacientes a enfrentar toda clase de absurdos obstáculos para poder acceder incluso a servicios básicos de salud. Este documental relata la historia de Nubia, una paciente que lucha contra este sistema tratando de salvar la vida de su hija, quien padece un agresivo cáncer.

## Premios y reconocimientos
- Mejor director Festival de cine de Cartagena FICCI
- Mención especial del jurado. Festival de Cine de Guadalajara.
- Mejor director competencia documental. Festival de Cine de Málaga.
- Premio Signis CinéLatino Rencontrés Toulouse.
- Mejor película sección Latitudes. Docs Barcelona
- Mejor documental San Diego Latino Film Fest
- Mención especial Havana Film Festival New York
- Premio Nacional Cinemateca a la distribución de largometrajes
- Night Award. Signs de Nuit Ecuador.
- Mejor documental. FENAVID Bolivia.
- Premio SIGNIS. FENAVID Bolivia.
- Premio Edward Snowden. Signs de Nuit. Berlin.
- Mejor película. Human Rights Film Fest. Valencia.
- Mención Festival de derechos humanos de Bogotá.